# Bedaquilina
La Bedaquilina è un antimicobatterico della classe delle diarylquinoline (DARQs). Le diarylquinoline sono un gruppo di farmaci battericidi, che inibiscono l’enzima ATP sintetasi dei micobatteri legandosi alla subunità c.
Sebbene l’ATP sintetasi batterico sia simile a quella degli eucarioti, le diarylquinoline sono molto specifiche per l’enzima batterico, per cui il loro uso è considerato sicuro nell’uomo.
La comparsa di ceppi multiresistenti di Mycobacterium tuberculosis ha stimolato la ricerca di nuovi farmaci. Negli ultimi anni la ricerca ha portato all’introduzione di tre nuovi farmaci antitubercolari: la bedaquilina, il delamanid e il pretomanid.

## Storia
La Bedaquilina è stata descritta per la prima volta nel 2004 Interscience Conference on Antimicrobial Agents and Chemotherapy dell’American Society for Microbiology dopo sette anni di ricerche. La molecola fu scoperta dal gruppo di Koen Andries presso la Janssen Pharmaceutica. Il farmaco è prodotto dalla Johnson & Johnson. Al momento dell'approvazione da parte dell’FDA, il 28 dicembre 2012, era il primo nuovo farmaco per la tubercolosi in più di quaranta anni, nonostante la comparsa della tubercolosi multifarmaco resistente associata a intolleranza ai farmaci di prima linea.
Il trattamento farmacologico standard della tubercolosi attiva ha tradizionalmente una durata di sei mesi. In genere è consigliata l’assunzione di 4 farmaci di prima linea come isoniazide, rifampicina, pirazinamide, etambutolo. Se il trattamento è incompleto o non correttamente somministrato porta molto frequentemente all’insorgenza di ceppi resistenti. La tubercolosi multifarmaco-resistente (MDR-TB, multidrug-resistant pulmonary tubercolosis), di solito dovuta alla presenza di ceppi resistenti a isoniazide e rifampicina, presenta un rischio di mortalità molto più alto rispetto alla tubercolosi farmaco-sensibile. Secondo l’OMS, la MDR-TB è presente in ogni area del mondo. L’OMS ha pubblicato nel 2020 un manuale operativo che riassume le ultime linee guida consolidate sulla terapia della tubercolosi rifampicina o isoniazide o multifarmaco resistente.
La bedaquilina è stata approvata per uso medico negli Stati Uniti nel 2012.
Ha ricevuto l’Autorizzazione all’Immissione in Commercio (AIC) in Europa e in Italia da parte dell’European Medicines Agency (EMA) e dell’AIFA con procedura centralizzata condizionata, con l’indicazione per il trattamento, in associazione ad altri farmaci, di pazienti adulti con tubercolosi polmonare multifarmaco-resistente, in caso di problemi di tollerabilità o resistenza ad altri regimi terapeutici. L’EMA ha classificato la bedaquilina tra i farmaci orfani, poiché in Unione europea la tubercolosi è considerata rara.
È presente nel listino dei medicinali essenziali dell'Organizzazione mondiale della sanità.
Il nome commerciale è Sirturo®, confezione da 188 cpr per uso orale da 100 mg. In Italia è sottoposto a monitoraggio addizionale. È in classe di rimborsabilità H. La prescrizione è limitata ai centri ospedalieri o specialistici da parte di Infettivologi e Pneumologi.

## Meccanismo di azione
La Bedaquilina è la prima molecola del nuovo gruppo di farmaci detti Diaylquinoline. Inibisce la pompa protonica della ATP sintetasi. L’enzima è essenziale per la produzione di energia dei micobatteri, la sua inibizione impedisce l’accrescimento batterico dopo alcune ore dall’aggiunta del farmaco. La parte specifica dell’ATP sintetasi colpita dalla bedaquilina è l’unità c, codificata dal gene atpE. Mutazioni di questo gene possono portare a resistenza.
In vitro il farmaco è altamente efficace contro ceppi di M. tubercolisi farmaco-resistenti o farmaco-sensibili. L’inizio dell’effetto battericida nell’uomo inizia dopo numerosi giorni di trattamento, per poi proseguire in modo continuativo.
In pazienti affetti da tubercolosi farmaco-sensibile mai trattati in precedenza, l’attività battericida della bedaquilina, somministrata in monoterapia per 7 giorni, è stata simile a quella dell’isoniazide o della rifampicina. Non è stata riscontrata resistenza crociata con altri farmaci antitubercolari.

## Farmacocinetica
Le concentrazioni plasmatiche massime di bedaquilina vengono raggiunte circa 5 ore dopo la somministrazione orale. Il cibo ne aumenta la biodisponibilità di circa due volte, per cui è raccomandata l’assunzione con il cibo. Il legame alle proteine plasmatiche è maggiore del 99%. Dopo aver raggiunto la Cmax, le concentrazioni di bedaquilina diminuisce in modo tri-esponenziale.
Il volume di distribuzione è di 164 L
La molecola è metabolizzata principalmente a livello epatico dal citocromo CYP3A4 con la formazione di un metabolita attivo N-monodesmetile (M2). L’M2 è circa 4-6 volte meno efficace della molecola somministrata. Entrambe vengono eliminati con le feci (l’escrezione renale è molto bassa, inferiore allo 0,001%). Una successiva demetilazione porta alla formazione di M3, ossidazione e epossidazione. Oltre all’M2 e all’M3 sono stati identificati inoltre un derivato idrossilato (M2O) e un derivato diidrodiolo (M11).
L’emivita di eliminazione terminale media della bedaquilina e del suo metabolita attivo M2 è di circa 5 mesi (2-8 mesi) a causa del lento rilascio dai tessuti periferici. Una emivita così lunga può causare l’insorgenza di reazioni avverse e di interazioni a distanza di tempo dall’assunzione dell’ultima dose di farmaco.

## Interazioni
La contemporanea somministrazione della bedaquilina con forti induttori del CYP3A4 (es. rifampicina) può diminuirne le concentrazioni plasmatiche e ridurne l’effetto antibatterico. Ad esempio la co-somministrazione della rifampicina porta alla diminuzione del 52% dell’AUC (area sotto la curva di concentrazione) del farmaco.
I farmaci forti inibitori del CYP3A4 (es. ketoconazolo) non dovrebbero essere somministrati insieme alla bedaquilina perché possono aumentarne le concentrazioni sieriche e il rischio di reazioni avverse.
L’impiego di bedaquilina con altri farmaci che prolungano l’intervallo QT (es. i Fluorochinoloni) può avere un effetto additivo sul prolungamento dell’intervallo QT
Alcuni farmaci antiretrovirali utilizzati in pazienti con AIDS come il Lopinavir e il Ritonavir aumentano la concentrazione della bedaquilina. Anche altri antiretrovirali inibiscono o inducono il CYP3A4

## Effetti collaterali
I più comuni effetti collaterali della Bedaquilina nausea, vomito, diarrea, mialgia, artralgia, cefalea, capogiri, prolungamento dell'intervallo QT all’elettrocardiogramma, aumento delle transaminasi.
Prima dell’inizio del trattamento ed almeno una volta al mese durante la terapia deve essere eseguito un elettrocardiogramma dopo l’inizio del trattamento con bedaquilina Devono essere controllati i livelli basali di potassiemia, calcemia e magnesemia. Se il QT supera i 500 ms il trattamento deve essere sospeso (0,6% dei casi). Non è stata dimostrata la comparsa di torsioni di punta durante la terapia.
In alcuni studi eseguiti nella fase II è stata segnalata una maggiore mortalità tra i gruppi di pazienti trattati con bedaquilina rispetto ai non trattati. Questo aumento di mortalità non è stato completamente chiarito. Questo ha portato a una importante controversia durante l’approvazione del farmaco; data l’esistenza tuttora di significativa preoccupazione per questa più alta mortalità la Bedaquilina viene raccomandato di limitare l’uso della Bedaquilina ai casi in cui non può essere impostato in altro modo un regime a quattro farmaci e di limitare l’uso di altri farmaci che allungano il QT in associazione.

## Modalità di somministrazione
La bedaquilina dovrebbe essere somministrata per 24 settimane in associazione con almeno 3 medicinali ai quali l’isolato del paziente si sia dimostrato sensibile in vitro. Se non sono disponibili risultati di test in vitro, il trattamento con bedaquilina può essere iniziato in associazione con almeno 4 medicinali ai quali l’isolato del paziente è probabilmente sensibile. Le compresse devono essere assunte a stomaco pieno, in quanto il cibo ne aumenta la biodisponibilità orale di circa due volte, e deglutite intere con acqua. Dopo il completamento del trattamento con bedaquilina, il trattamento con gli altri medicinali del regime di associazione deve essere continuato.

## Dosaggio
Nell’adulto dai 18 anni in su e negli adolescenti di età compresa tra 12 e 18 anni e di peso di almeno 30 Kg il dosaggio raccomandato è di 100 mg tre volte la settimana con almeno 48 ore di intervallo tra le dosi. Uno schema terapeutico alternativo prevede la somministrazione di una dose di carico di 400 mg una volta al giorno per due settimane, seguito da 200 mg tre volte la settimana per 22 settimane. Sono state provate delle simulazioni farmacocinetiche per esplorare altri regimi terapeutici più semplici, che sono ancora sotto valutazione clinica, ad esempio 200 mg una volta al giorno per 8 settimane seguito da 100 mg una volta al giorno.
La durata del trattamento è comunque di 24 settimane. I dati su una durata superiore sono molto limitati; può essere presa in considerazione caso per caso con un controllo attento della sicurezza nei pazienti con estesa farmacoresistenza.

## Costo
In Italia il costo della confezione di Bedaquilina è di 33.109,50 € (al 21-10-2020) La bedaquilina, classificata dalla Commissione Tecnico Scientifica dell’AIFA come farmaco potenzialmente innovativo, è stata inserita nell’elenco dei farmaci sotto monitoraggio addizionale AIFA ed è obbligatoria la compilazione della relativa scheda di monitoraggio.
L’elevato costo dei nuovi farmaci antitubercolari è particolarmente problematico soprattutto nei paesi del terzo mondo, dove sono maggiormente diffusi i ceppi resistenti di mycobatteri.